# ام‌اس آکاروآ (۱۹۱۴)
ام‌اس آکاروآ (۱۹۱۴) (به انگلیسی: MS Akaroa (1914)) یک کشتی بود که طول آن ۵۷۰ فوت (۱۷۰ متر) بود. این کشتی در سال ۱۹۱۴ ساخته شد.